# Suka Maju (Rambah)
Suka Maju is een bestuurslaag in het regentschap Rokan Hulu van de provincie Riau, Indonesië. Suka Maju telt 3749 inwoners (volkstelling 2010).